# Wesley Morgan
Wesley Francis Morgan (* 5. Oktober 1990 in Kanada) ist ein kanadischer Schauspieler und Model.

## Leben und Karriere
Wesley Morgan wurde im Oktober 1990 in Kanada geboren und wuchs dort auf. Bevor er mit der Schauspielerei anfing, hatte er eine erfolgreiche Karriere als Model. Er war unter anderem in Kampagnen von Hollister und Abercrombie & Fitch zu sehen.
Seine erste Schauspielrolle hatte er 2007 in Jared ‚Coop‘ Cooper – Highschoolanwalt. Daraufhin folgten Nebenrollen in kanadischen Fernsehserien wie Majority Rules – Becky regiert die Stadt und Degrassi: The Next Generation zu sehen. 2010 verkörperte er in dem Disney Channel Original Movie Harriet: Spionage aller Art an der Seite von Jennifer Stone die Rolle des Skander Hill, eines erfolgreichen und beliebten Jungschauspielers. 
Als Brody war er von 2011 bis 2013 in einer Nebenrolle in Really Me – Der Star bin ich! zu sehen. Ebenfalls trat er 2013 und 2014 in den Fernsehfilmen Pete's Christmas und The Secret Sex Life of a Single Mom auf.

## Filmografie (Auswahl)
- 2007: Jared ‚Coop‘ Cooper – Highschoolanwalt (Overruled!, Fernsehserie, Episode 1x01)
- 2008: Paradise Falls (Soap)
- 2008: The Rocker – Voll der (S)Hit (The Rocker)
- 2009: Majority Rules – Becky regiert die Stadt (Majority Rules, Fernsehserie, 17 Episoden)
- 2009: Degrassi: The Next Generation (Fernsehserie, 2 Episoden)
- 2010: Harriet: Spionage aller Art (Harriet the Spy: Blog Wars, Fernsehfilm)
- 2010: Falling Skies (Fernsehserie, Episode 1x01)
- 2010: Score: A Hockey Musical
- 2010: Unnatural History (Fernsehserie, 7 Episoden)
- 2011–2013: Really Me – Der Star bin ich! (Really Me, Fernsehserie, 26 Episoden)
- 2013: Kick-Ass 2
- 2013: Immer wieder Weihnachten (Pete’s Christmas) (Fernsehfilm)
- 2014: The Secret Sex Life of a Single Mom (Fernsehfilm)
- 2015: Between (Fernsehserie)
- 2015: Forsaken
- 2015: Saving Hope (Fernsehserie, Episode 3x17)